# 1741

## Esdeveniments
Països Catalans
Resta del món
- Publicació de la primera Ortografía de la lengua española de la RAE.
- Anders Celsius desenvolupa la seva escala de temperatures.
- Insurrecció dels esclaus negres de Nova York.
- Publicació de Pamela: Or Virtue Rewarded de Samuel Richardson.
- Batalla d'Ammayanayakanur

## Naixements
Països Catalans
- 17 de febrer, Torà, bisbat de Solsona: Rafael Nuix, teòleg jesuïta.
- 23 de juliol: Maria Ladvenant i Quirante, actriu i empresària teatral valenciana (m. 1767).[1]

Resta del món
- 8 de febrer, Lieja, Principat de Lieja: André Ernest Modeste Grétry, compositor d'òperes i operetes.[2]
- 6 d'abril, Clarmont d'Alvèrnia, França: Nicolas Chamfort, escriptor i moralista francès (m. 1794)[3]
- 23 de maig, Motta di Livenza: Andrea Luchesi, compositor italià (m. 1801).[4]
- 30 d'octubre, Coira, Suïssaː Angelika Kauffmann, pintora austrosuïssa, especialitzada en la tècnica del retrat (m. 1807).[5]
- Pesaro: Alois Luigi Tomasini, músic.

## Necrològiques
- 10 d'abril, Hackney: Celia Fiennes, viatgera anglesa (n. 1662).[6]
- 21 de juny, Brussel·les (Bèlgica): Joseph-Hector Fiocco, compositor (principalment, de música religiosa) i violinista flamenc del Barroc tardà, belga (n. 1703).[2]

- 24 d'agost: Agustín Fernández de Velasco, noble castellà.[7]
- 28 de juliol, Viena, Arxiducat d'Àustria: Antonio Vivaldi, compositor venecià (63 anys).[8]
- 19 de desembre, illa de Bering, Imperi Rus: Vitus Bering, navegant i explorador danès (60 anys).
- Múnic: Franz Stickl, organista i compositor del Barroc.
- Anna Maria Strada, soprano italiana.[9]